# مایکل ایوانز بهلینگ
مایکل ایوانز بهلینگ (انگلیسی: Michael Evans Behling؛ زاده ۵ مارس ۱۹۹۶) یک هنرپیشه اهل ایالات متحده آمریکا است. او بیشتر برای بازی در نقش جردن بیکر در سریال همه آمریکایی (۲۰۱۸-اکنون) شناخته می شود.

## زندگی
در کلمبوس، اوهایو به دنیا آمد و توسط مایک و کارول بهلینگ پذیرفته شد، اما در کلمبوس، ایندیانا بزرگ شد. او دو نژادی است و توسط یک خانواده سفیدپوست به فرزندی پذیرفته شد. او در یک ویدیوی یوتیوب در ماه مارس ۲۰۲۰ اظهار داشت که پدرش نیجریه‌ای تبار و مادرش آلمانی‌تبار است و نام خانوادگی‌اش آلمانی است. او سه خواهر و برادر به نام‌های مت، آدام و آندریا دارد.
او در دبیرستان کلمبوس شمالی تحصیل کرد و در آنجا دو سال فوتبال بازی کرد و پیست دوید. او در فهرست افتخاری بود و در سال 2015 فارغ التحصیل شد. او به مدت دو سال به عنوان دانشجوی پیش پزشکی در دانشگاه ایالتی ایندیانا تحصیل کرد و سپس برای دنبال کردن مدلینگ و بازیگری ترک تحصیل کرد.

## فیلم شناسی
- ۲۰۱۷: امپراتوری
- ۲۰۱۸-اکنون: تمام آمریکایی
- ۲۰۱۹: آناتومی گری
- ۲۰۲۱: داستان سیندرلا: ستاره زده
- ۲۰۲۲: تمام آمریکایی: بازگشت به خانه
- ۲۰۲۲: مانی